# 라크주 (차드)

라크주

라크주(프랑스어: Région du Lac, 아랍어: منطقة البحيرة)는 차드 서부에 위치한 주로, 주도는 볼이며 2개 현(맘디현, 와이현)을 관할한다. 차드호와 맞닿아 있다.